# ル・カドリーユ
『ル・カドリーユ』（Le quadrille、「カドリーユ」の意）は、1950年（昭和25年）製作、ジャック・リヴェット監督、ジャン＝リュック・ゴダール主演による40分の中篇映画である。

## 略歴・概要
本作は、のちにヌーヴェルヴァーグと呼ばれることになる、パリの2人の学生がつくった小さな映画である。当時22歳のリヴェットにとっては2作目の監督作であり、同じく19歳のゴダールにとっては初めての主演作品であった。製作費はゴダールが全額出資し、その財源は盗癖のあるゴダールが、自らの叔父から盗んだものである。
ゴダールと共演している女優アンヌ＝マリー・カザリスは、前年1949年にジャック・バラティエが発表した18分の短篇ドキュメンタリー映画『無秩序』に出演しており、その後、ルネ・クレマン監督の『ガラスの城』に端役で出演し、1950年12月16日にフランスで公開されている。カザリスは1988年7月30日、パリで死去した。
本作の時点では、ゴダールはまだ映画を監督しておらず、モーリス・シェレール（のちのエリック・ロメール）が主宰する「シネクラブ・デュ・カルティエ・ラタン」に毎週木曜日に通い、同年5月からは、シェレールが映画雑誌『ラ・ガゼット・デュ・シネマ』誌を創刊したので、同誌にハンス・リュカスの名で批評を書いていた学生であった。ゴダールの自作を含めた映画出演は100本近いが、実製作への最初の第一歩も、「監督として」ではなく、「俳優として」であった。
本作は長年フィルムの所在が不明であったが、2016年にリヴェットが亡くなった直後に夫人が自宅アパートから見つけ出した。

## スタッフ・キャスト・作品データ
- 監督・脚本 : ジャック・リヴェット
- 撮影 : （ノンクレジット）
- 出演 : アンヌ＝マリー・カザリス、ジャン＝リュック・ゴダール
- 製作 : ジャン＝リュック・ゴダール

- 形式 : 白黒 - 16ミリ - モノラル音声
- ジャンル : 短篇映画
- 撮影年 : 1950年

## 関連事項
- ジャン＝リュック・ゴダール出演作品一覧
- アンヌ＝マリー・カザリス （fr:Anne-Marie Cazalis）

## 註
1. ↑  コリン・マッケイブ『ゴダール伝』、堀潤之訳、みすず書房、2007年6月9日、ISBN 4622072599。
2. ↑  Pichard, Hervé (2016年5月10日). “Il a bien fallu que naisse un jour le cinéma moderne... » : trois courts métrages inédits de Jacques Rivette” (French).  Cinémathèque française. 2016年10月26日閲覧。